# Гуардия-Санфрамонди
Гуардия-Санфрамонди (итал. Guardia Sanframondi) — коммуна в Италии, располагается в регионе Кампания, подчиняется административному центру Беневенто.
Население составляет 5632 человека, плотность населения составляет 282 чел./км². Занимает площадь 20 км². Почтовый индекс — 82034. Телефонный код — 0824.
Покровителем населённого пункта считается San Filippo Neri. Праздник ежегодно празднуется 26 мая.